# أليكس دياز دي ألميدا
اليكس دياز دي الميدا (بالبرتغالية: Alex Dias de Almeida) (26 مايو 1972 في البرازيل - ) هو لاعب كرة قدم برازيلي في مركز الهجوم. لعب مع باريس سان جيرمان ونادي أمريكا ونادي برازيليا ونادي بوافيشتا ونادي سانت إتيان ونادي ساو باولو ونادي غوياس ونادي فاسكو دا غاما ونادي فلومينينسي ونادي كروزيرو ونادي فيلا نوفا وAssociação Atlética Aparecidense ‏ وإسبورتي بيلوتاس ‏ وMixto Esporte Clube ‏ ونادي ريمو وركريتيفو أتلتيكو كاتالانو ‏ و وEsporte Clube Comercial (MS) ‏ ونادي أغويا نيغرا وFernandópolis Futebol Clube ‏.

## روابط خارجية
- أليكس دياز دي ألميدا على موقع قاعدة بيانات كرة القدم.إي يو (الإنجليزية)
- أليكس دياز دي ألميدا على موقع ليكيب (الفرنسية)